# 广西天基足球俱乐部
广西天基足球俱乐部成立于2005年12月1日，前身为2003年成立的甘肃众友足球俱乐部，是一支中国已解散的半职业足球俱乐部，曾为中国足球乙级联赛球队。

## 俱乐部历史

### 甘肃众友时期
广西天基的前身是2003年注册成立的甘肃众友足球俱乐部，球队参加了2004赛季的乙级联赛，未能从北区出线。2005赛季，甘肃众友整建迁往新疆奎屯。2005年3月，俱乐部正式落户新疆，并更名为克拉玛依油龙足球俱乐部，但是球队只打了两场主场比赛之后便因为未在中国足协注册而退出了中乙。

### 天基买壳
2005年12月1日，广西天基俱乐部买下了甘肃众友的“壳”参加了2006赛季的中乙联赛，取得了南区第6的成绩。2007年初由南宁迁往柳州，将主場定在柳州体育中心，球队在07赛季的乙级联赛中打入四强，最终在三、四名争夺中败给了安徽九华山，失去晋级甲级联赛的资格。广西天基没有报名参加2008赛季的中乙联赛。

## 球队名称
- 2003年-2004年甘肃众友足球俱乐部
- 2005年克拉玛依油龙足球俱乐部
- 2005年-2007年广西天基足球俱乐部

## 外部連結
- 广西天基足球俱乐部有限公司—天眼查（简体中文）